# Puya ibischii
Puya ibischii är en gräsväxtart som beskrevs av Roberto Vásquez. Puya ibischii ingår i släktet Puya och familjen Bromeliaceae. Inga underarter finns listade i Catalogue of Life.